# Адрамелех
Адрамелех (ивр. אַדְרַמֶּלֶךְ‎; греч. Αδραμελεχ Adramelekh; лат. Adramelech) — упоминаемое в Библии ассирийское божество, которому наравне с Молохом приносили человеческие жертвы. Его имя означало «славный царь». Он почитался как бог солнца (наряду с ним упоминается Анамелех, бог луны), покровитель ремесла. Центром поклонения ему считается город Сепарваим (Сиппар в центральной Месопотамии): «Сепарваимцы сожгли сыновей своих в огне Адрамелеху и Анамелеху, богам Сепарваимским» (4Цар. 17:31)).
Когда ассирийские завоеватели разрушили Израильское царство (722 до н. э.) и изгнали израильтян в Ассирию, они привели на их место ассирийских поселенцев, в том числе выходцев из Сепарваима, которые принесли с собой культ Адрамелеха на землю Палестины, в Самарию.

## Адрамелех в демонологии и Западной Церемониальной Магии
В европейской демонологии, возникшей в средних веках в уже, разумеется, тотально христианизированной Европе, Адрамелех стал демоном, правой рукой Сатаны. Он обычно изображается с телом человека, головой мула и павлиньим хвостом, или в виде льва с бородой и крыльями. Адрамелех — великий Канцлер Ада и председатель Верховного Совета демонов, он ответствен за гардероб Сатаны. Восьмой из 10-ти архидемонов в поздней Каббале.
Так же в некоторых упоминаниях бог Грома и молнии.

## Адрамелех в компьютерных играх
- Адрамелех появился в Castlevania, в игре Castlevania: Circle of the Moon. Там предстаёт в виде огромной бараньей головы.
- В играх Final Fantasy Tactics, Final Fantasy XII и MGQ Paradox. Адрамелех представляет собой одного из 12 архидемонов мира Ивалис, в этих играх ему соответствует знак Зодиака Козерог.
- В игре Persona 2: Eternal Punishment, Адрамелех представляет собой помощника демонов в аду, выглядит в виде девушки с крыльями вместо рук и двумя хвостами. В игре ему соответствует карта таро аркана «Повешенный».
- Divinity Original Sin:2
- В игре Monster Girl Quest: Paradox, Адрамелех представляет собой Высший апоптоз, неизвестную форму жизни, вызванную мутациями Хаоса.